# Campeonato da Europa de Atletismo de 2018 - Salto triplo feminino
A prova do salto triplo feminino do Campeonato da Europa de Atletismo de 2018 foi disputada entre os dias  8 e 10 de agosto de 2018 no Estádio Olímpico de Berlim em Berlim,  na Alemanha. 

## Recordes
Antes desta competição, os recordes mundiais e do campeonato nesta prova eram os seguintes:
|                       | Nome             | Nacionalidade | Distância | Local      | Data                 |
| --------------------- | ---------------- | ------------- | --------- | ---------- | -------------------- |
| Recorde mundial       | Inessa Kravets   | Ucrânia       | 15m 50cm  | Gotemburgo | 10 de agosto de 1995 |
| Recorde do campeonato | Tatyana Lebedeva | Rússia        | 15m 15cm  | Gotemburgo | 9 de agosto de 2006  |
| Recorde europeu       | Inessa Kravets   | Ucrânia       | 15m 50cm  | Gotemburgo | 10 de agosto de 1995 |

## Medalhistas
| Ouro                         | Prata                  | Bronze              |
| Paraskevi Papachristou (GRE) | Kristin Gierisch (GER) | Ana Peleteiro (ESP) |

## Cronograma
Todos os horários são locais (UTC+2).
| Data         | Hora  | Evento       |
| ------------ | ----- | ------------ |
| 8 de agosto  | 12:05 | Qualificação |
| 10 de agosto | 21:07 | Final        |

## Resultados

### Qualificação
Qualificação: Desempenho de 14.05 m (Q) ou os 12 melhores qualificados (q). 
| Posição | Grupo | Atleta                  | Nacionalidade               | #1    | #2    | #3    | Resultados | Notas    |
| ------- | ----- | ----------------------- | --------------------------- | ----- | ----- | ----- | ---------- | -------- |
| 1       | A     | Paraskevi Papachristou  | Grécia                      | 14.49 |       |       | 14.49      | Q        |
| 2       | A     | Hanna Knyazyeva-Minenko | Israel                      | 13.91 | x     | 14.41 | 14.41      | Q,       |
| 3       | A     | Neele Eckhardt          | Alemanha                    | 14.33 |       |       | 14.33      | Q,       |
| 4       | B     | Rouguy Diallo           | França                      | 14.31 |       |       | 14.31      | Q,       |
| 4       | B     | Kristin Gierisch        | Alemanha                    | x     | 14.31 |       | 14.31      | Q        |
| 6       | A     | Jeanine Assani Issouf   | França                      | 13.20 | 14.30 |       | 14.30      | Q        |
| 7       | A     | Ana Peleteiro           | Espanha                     | 14.27 |       |       | 14.27      | Q        |
| 8       | A     | Kristiina Mäkelä        | Finlândia                   | 14.24 |       |       | 14.24      | Q        |
| 9       | B     | Elena Panțuroiu         | Roménia                     | 13.93 | x     | 14.20 | 14.20      | Q        |
| 10      | A     | Susana Costa            | Portugal                    | 13.80 | 14.17 |       | 14.17      | Q,       |
| 11      | B     | Naomi Ogbeta            | Grã-Bretanha                | 13.64 | 13.83 | 14.15 | 14.15      | Q, NJ23R |
| 12      | A     | Gabriela Petrova        | Bulgária                    | 14.05 |       |       | 14.05      | Q        |
| 13      | B     | Olha Saladukha          | Ucrânia                     | 13.85 | x     | 14.04 | 14.04      |          |
| 14      | A     | Anna Jagaciak-Michalska | Polónia                     | 11.34 | 13.87 | 14.01 | 14.01      |          |
| 15      | A     | Jessie Maduka           | Alemanha                    | x     | x     | 13.94 | 13.94      |          |
| 16      | B     | Patrícia Mamona         | Portugal                    | 12.64 | 13.81 | 13.92 | 13.92      |          |
| 17      | B     | Iryna Vaskouskaya       | Bielorrússia                | 13.10 | x     | 13.90 | 13.90      |          |
| 18      | A     | Hanna Krasutska         | Ucrânia                     | 13.88 | 13.74 | 13.41 | 13.88      |          |
| 19      | A     | Lecabela Quaresma       | Portugal                    | x     | 13.71 | 13.87 | 13.87      |          |
| 20      | B     | Patricia Sarrapio       | Espanha                     | 13.87 | x     | 13.60 | 13.87      |          |
| 21      | A     | Violetta Skvartsova     | Bielorrússia                | 13.82 | x     | 13.36 | 13.82      |          |
| 22      | B     | Tähti Alver             | Estónia                     | 13.09 | 13.66 | 13.76 | 13.76      |          |
| 23      | B     | Dovilė Dzindzaletaitė   | Lituânia                    | 13.39 | 13.75 | 13.33 | 13.75      |          |
| 24      | A     | Merilyn Uudmäe          | Estónia                     | 13.24 | x     | 13.74 | 13.74      |          |
| 25      | B     | María Vicente           | Espanha                     | x     | x     | 13.50 | 13.50      |          |
| 26      | B     | Aleksandra Nacheva      | Bulgária                    | 13.39 | 13.33 | 13.34 | 13.39      |          |
| 27      | B     | Anna Krylova            | Atletas Neutros Autorizados | 13.05 | 12.86 | 13.05 | 13.05      |          |
| 28      | A     | Ottavia Cestonaro       | Itália                      | x     | x     | x     | NM         |          |
| 28      | B     | Dariya Derkach          | Itália                      | x     | x     | x     | NM         |          |

### Final
| Posição           | Atleta                  | Nacionalidade | #1    | #2    | #3    | #4    | #5    | #6    | Resultados | Notas           |
| ----------------- | ----------------------- | ------------- | ----- | ----- | ----- | ----- | ----- | ----- | ---------- | --------------- |
| Medalha de ouro   | Paraskevi Papachristou  | Grécia        | x     | 14.60 | x     | x     | x     | 14.32 | 14.60      | =               |
| Medalha de prata  | Kristin Gierisch        | Alemanha      | 14.45 | 13.93 | 13.24 | 14.39 | 14.34 | 14.23 | 14.45      | Recorde pessoal |
| Medalha de bronze | Ana Peleteiro           | Espanha       | 14.42 | 14.33 | 14.12 | x     | x     | 14.44 | 14.44      |                 |
| 4                 | Elena Panțuroiu         | Roménia       | x     | 14.19 | x     | 14.38 | x     | x     | 14.38      |                 |
| 5                 | Hanna Knyazyeva-Minenko | Israel        | 14.37 | x     | 14.15 | x     | 13.65 | 13.94 | 14.37      |                 |
| 6                 | Gabriela Petrova        | Bulgária      | 14.12 | 11.61 | 13.92 | 14.25 | 14.26 | 12.05 | 14.26      |                 |
| 7                 | Jeanine Assani Issouf   | França        | 14.12 | 13.58 | 14.00 | 14.00 | 13.72 | 13.52 | 14.12      |                 |
| 8                 | Rouguy Diallo           | França        | 14.08 | x     | 13.72 | 13.65 | x     | 13.87 | 14.08      |                 |
| 9                 | Kristiina Mäkelä        | Finlândia     | 13.93 | 14.01 | x     |       |       |       | 14.01      |                 |
| 10                | Neele Eckhardt          | Alemanha      | 14.01 | 13.83 | 12.31 |       |       |       | 14.01      |                 |
| 11                | Susana Costa            | Portugal      | 13.78 | 13.97 | 13.87 |       |       |       | 13.97      |                 |
| 12                | Naomi Ogbeta            | Grã-Bretanha  | 13.94 | 13.59 | 13.23 |       |       |       | 13.94      |                 |

Legenda
| Recorde mundial       | Recorde mundial (World record)               |                       | Recorde africano                      | Recorde africano (African) |                                           | Q | Classificado por posição (Qualified) |
| Recorde do campeonato | Recorde do campeonato (Championship record)  | Recorde da América    | Recorde da América (Americas)         | q                          | Classificado por melhor tempo (Qualified) |   |                                      |
| Melhor marca do ano   | Melhor marca do ano (World leading)          | Recorde asiático      | Recorde asiático (Asian)              | DNS                        | Não largou (Did not start)                |   |                                      |
| Recorde nacional      | Recorde nacional (National record)           | Recorde europeu       | Recorde europeu (European)            | DNF                        | Não terminou (Did not finish)             |   |                                      |
| Recorde pessoal       | Recorde pessoal do atleta (Personal best)    | Recorde da Oceania    | Recorde da Oceania (Oceania)          | DSQ / DQ                   | Desclassificado (Disqualified)            |   |                                      |
| Recorde da temporada  | Recorde da temporada do atleta (Season best) | Recorde sul-americano | Recorde sul-americano (South America) | NM                         | Sem marca (No mark)                       |   |                                      |